# 23 رمضان
- السبت
- الأحد
- الاثنين
- الثلاثاء
- الأربعاء
- الخميس
- الجمعة

- 11 مارس 2025
- 22 مارس 2025
- 33 مارس 2025
- 44 مارس 2025
- 55 مارس 2025
- 66 مارس 2025
- 77 مارس 2025
- 88 مارس 2025
- 99 مارس 2025
- 1010 مارس 2025
- 1111 مارس 2025
- 1212 مارس 2025
- 1313 مارس 2025
- 1414 مارس 2025
- 1515 مارس 2025
- 1616 مارس 2025
- 1717 مارس 2025
- 1818 مارس 2025
- 1919 مارس 2025
- 2020 مارس 2025
- 2121 مارس 2025
- 2222 مارس 2025
- 2323 مارس 2025
- 2424 مارس 2025
- 2525 مارس 2025
- 2626 مارس 2025
- 2727 مارس 2025
- 2828 مارس 2025
- 2929 مارس 2025
- 130 مارس 2025
- 231 مارس 2025
- 31 أبريل 2025
- 42 أبريل 2025
- 53 أبريل 2025
- 64 أبريل 2025

23 رمضان أو 23 رمضان المُبارك أو يوم 23 \ 9 (اليوم الثالث والعُشرون من الشهر التاسع) هو اليوم التاسع والخمسون بعد المائتين (259) من أيَّام السنة (أو الستون بعد المائتين لو كان شهر شعبان مُتممًا لليوم الثلاثين أو الحادي والستون بعد المائتين لو أتم كلاً من صفر وربيع الآخر وجمادى الآخرة وشعبان ثلاثين يوماً) وفق التقويم الهجري القمري (العربي). يبقى بعده 95 أو 96 يوم لانتهاء السنة.

## أحداث
- 9هـ - المسلمون يهدمون صنم اللات بقيادة أبو سفيان والمغيرة بن شعبة، لِتُزال بذلك آثار عبادة تلك الإلاهة القديمة.
- 31هـ - انهيار الإمبراطورية الساسانية تمامًا في خلافة عثمان بن عفان، بعد مقتل يزدجرد بن شهريار آخر شواهين الفرس، وكانت أغلب بلاده قد افتتحت على يد المسلمين قبل ذلك.
- 96هـ - الخليفة الأموي سليمان بن عبد الملك يعزل عن إمرة المدينة المنورة عثمان بن حيان ويولي عليها أبا بكر بن مُحَمّد بن عمرو بن حزم وكان من أكابر العلماء.
- 323هـ - محمد بن طغج الإخشيد يدخل مدينة الفسطاط ليستلم منصبه الجديد كوالٍ على الديار المصرية والشامية.
- 833هـ - قدوم مبعوث من شاه رخ بن تيمورلنك إلى السلطان برسباي المملوكي، وكان المبعوث لا يحمل رسالة رسمية وقد امتلأ خطابه بالآية القرآنية ﴿أَلَمْ تَرَ كَيْفَ فَعَلَ رَبُّكَ بِأَصْحَابِ الْفِيلِ﴾ وخاطب السلطان برسباي في غلظة، وتحمله السلطان لأنه ادعى أنه شريف، وكان للأشراف مكانتهم الدينية.
- 874هـ - السلطان المملوكي قيتباي يستقبل مبعوث من شاه سوار الثائر على الدولة المملوكية في الشرق، ومعه رسالة يعرض فيها على السلطان الصلح بشرط أن يكون أميرًا على جبل التركمان وحلب، مع الانعام عليه برتبة أمير مقدم ألف في مقابل أن يسلم عينتاب للسلطان، فرفض السلطان عرضه.
- 876هـ - السلطان المملوكي قيتباي يقيم مأدبة إفطار تكريما للمبعوث العثماني الذي وصل القاهرة في 4 رمضان، وحاول الشيخ محب الدين بن الشحنة قاضي القضاة الحنفي أن يحضر تلك المأدبة، ولكن السلطان رفض حضوره، فردوه عند أذان المغرب. والسبب هو غضب السلطان قيتباي على القاضي ابن الشحنة بسبب ممالأته لفساد ابنه القاضي عبد البر.
- 933هـ - فتح الله طرد البرتغاليين من ميناء سوندا كيلابا (جاكرتا الآن)، الذي يحتفل به الآن كذكرى إنشاء المدينة.
- 1280هـ - الدولة العثمانية تتنازل عن بناء القلاع بأراضي إمارة الجبل الأسود، الواقعة على شواطئ الأدرياتيكي إلى الشمال من ألبانيا، وكانت إمارة الجبل الأسود خاضعة لحكم الدولة العثمانية، وأراد أميرها الاستقلال بحكمها، كما قام بمساعدة ثوار إقليم الهرسك ضد الدولة العثمانية التي ما لبثت أن تمكنت من القضاء تماماً على جميع حركات التمرد، وشرعت في بناء عدة قلاع وحصون داخل الجبل الأسود، فتدخلت الدول الأوروبية لإثناء الدولة العثمانية عن هذا الأمر، وأضطر السلطان العثماني إزاء ذلك إلى التخلي عن بناء هذه القلاع والحصون.
- 1298هـ - قبائل الغرب والجنوب الغربي التونسي تعلن الجهاد ضد الفرنسيين المحتلين.
- 1349هـ - نيودلهي تصبح عاصمة الهند.
- 1371هـ -
  - الحكومة التركية تسمح بدخول جميع أعضاء السلالة العثمانية عدا الأمراء أبناء السلاطين إلى تركيا بعد إلغاء الخلافة العثمانية قبل نحو ثلاثين سنة، وطرد سلالة بني عثمان إلى خارج تركيا، بعدما حكموا البلاد مدة 963 عامًا، منها 407 أعوام هي مدة الخلافة.
  - صدور العدد الأول من جريدة «الأخبار» التي أسسها الأخوان علي ومصطفى أمين، وتعرضت هذه الجريدة للتأميم بعد قيام الثورة ضد النظام الملكي في مصر، وما زالت تصدر حتى الآن عن دار أخبار اليوم.
- 1431هـ - بدأ المفاوضات المباشرة بين الفلسطينيين والإسرائيليين بعد سنوات من انقطاعها في الولايات المتحدة بحضور رئيس السلطة الوطنية الفلسطينية محمود عباس ورئيس وزراء إسرائيل بنيامين نتنياهو والرئيسين الأمريكي باراك أوباما والمصري محمد حسني مبارك وملك الأردن عبد الله الثاني بن الحسين.
- 1434هـ - انتخاب ممنون حسين رئيسًا لباكستان، خلفًا لآصف علي زرداري.
- 1435هـ - أكثر من 70 قتيلاً في مجزرة الشجاعية التي ارتكبها سلاح المدفعية الإسرائيلي في الحرب على غزة.
- 1437هـ - وقوع هجوم بمطار أتاتورك بتركيا راح ضحيته 41 شخصًا وإصابة 147 آخرين.

## مواليد
- 26 هـ - يزيد بن معاوية، ثاني خلفاء الدولة الأموية.
- 220 هـ - أحمد بن طولون، مؤسس الدولة الطولونية في مصر والشام.
- 1336 هـ - أحمد ديدات، داعية إسلامي ومناظر هندي.
- 1347 هـ - موسى الصدر، عالم دين ومفكر وسياسي شيعي لبناني إيراني.
- 1348 هـ - رمضان عبد التواب، عالم لغوي مصري.
- 1357 هـ - سميرة أحمد، ممثلة مصرية.
- 1385 هـ - هناء نصور، ممثلة سورية.
- 1386 هـ - حميد ستيلي، لاعب كرة قدم إيراني.
- 1395 هـ - محمد شلية الجهني، لاعب كرة قدم سعودي.
- 1401 هـ - منة شلبي، ممثلة مصرية.

## وفيات
- 584هـ - أسامة بن منقذ، فارس وشاعر مسلم وأحد قادة صلاح الدين الأيوبي.
- 1350هـ - مصطفى نجا، عالم مسلم ومتصوف لبناني.
- 1374هـ - أنور وجدي، ممثل ومخرج مصري.
- 1414هـ - عبد الله السلال، رئيس الجمهورية العربية اليمنية.
- 1420هـ - أبو الحسن الندوي، علامة وكاتب إسلامي ومؤسس «المجمع العلمي الإسلامي بالهند».
- 1430هـ - ردينة معلا، سباحة سورية.
- 1432هـ -
  - كمال الشناوي، ممثل مصري.
  - عبد العزيز عبد الغني، سياسي يمني.
  - سفيان الشعري، ممثل تونسي.
- 1433هـ -
  - عمر بن سليمان الأشقر، رجل دين فلسطيني.
  - أحمد زيد السرحان، رئيس مجلس الأمة الكويتي.

## وصلات خارجية
- موقع قصة الإسلام: حدث في شهر رمضان.